# メスキアッガシェル
メスキアッガシェル、またはメスキアグガシェル（Mèš-ki-áĝ-ga-še-er、Meš-ki-aĝ-gašer、Mes-Kiag-Gasher、Mesh-Ki-Ang-Gasher、Meskiagkasher、Mesh-ki-ang-gasher）はシュメールの神話に登場する伝説的なウルク王。彼の属する王朝は現代の歴史学者によってウルク第1王朝と呼ばれているが、実在の人物であるか明らかではない。

## 略歴
『シュメール王朝表（シュメール王名表）』によれば、メスキアッガシェルは太陽神ウトゥの子であり、キシュ（第1王朝）から王権がウルクに遷った後の最初の王である。同王名表は彼について次のように語る。
「エアンナではメスキアッガシェル、ウトゥ神の子、エン（大神官）となり、ルガル（王）となって三二四年在位。メスキアッガシェルは海へ赴き、そこから出でて山々に分け入った。エンメルカル、メスキアッガシェルの子、ウルクを建設した者、ウルクの王。王となって四二〇年在位。」
エアンナ（「天（アヌ）の家」）はウルクにあったイナンナ女神に捧げられた神殿の名である。「海へ赴き、そこから出でて山々に分け入った」という表現は勢力拡大のための征服活動を示すものかもしれないが、確実なことはわからない。王朝表の文脈ではそれまで「エアンナ」と呼ばれていたウルクは、メスキアッガシェルの息子エンメルカルが「ウルクを建設した」ことで正式にその名を名乗ることになる。
『シュメール王朝表』ではメスキアッガシェルの息子とされるエンメルカルは、シュメールの伝説「エンメルカルとアラッタの領主」の中では「ウトゥの息子」と呼ばれており、この伝説ではウルクの創設とは別に、エンメルカルはエリドゥに神殿を建設し、文字を発明したとされている。
エンメルカル、ルガルバンダ、漁師ドゥムジ、ギルガメシュ（ビルガメシュ）といった他の伝説的なウルク王たちがシュメール神話の他の物語にも登場するのとは異なり、『シュメール王朝表』以外のシュメールの叙事詩や伝説にメスキアッガシェルが登場することはなく、同王朝表に記載された伝説以上のことは不明である。